# Björn Schimmelpenning
Björn Schimmelpenning is een Nederlands voetballer die in het seizoen 2005/2006 een half jaar keepte bij FC Emmen. Nadat  de toenmalige tweede doelman van die club, Barry Reijs, bekendmaakte de voorkeur te geven aan een maatschappelijke carrière, zocht FC Emmen met spoed een nieuwe tweede doelman voor de rest van het seizoen. Het werd Björn Schimmelpenning die overkwam van CVV Germanicus. Nadat eerste doelman Robert van Westerop geblesseerd raakte, verdedigde Schimmelpenning 6 wedstrijden het doel. Na dat halve seizoen werd zijn contract bij FC Emmen niet verlengd en keerde hij terug naar CVV Germanicus.
| Club     | Seizoen   | Wedstrijden |
| -------- | --------- | ----------- |
| FC Emmen | 2005/2006 | 6           |